# Streamingportal
Ein Streamingportal ist ein Onlinedienst, der Multimediainhalte wie z. B. Videos oder Musik per Streaming Media anbietet. Die Nutzer können die Streaming-Inhalte entweder jederzeit abzurufen (On-Demand) oder sie live mitverfolgen. Zu den Varianten von Streamingportalen gehören u. a. Videoportale und Online-Musikdienste.
Nutzer können über Streamingportale auf eine breite Palette von Inhalten zugreifen, darunter Filme, Serien, Musikalben, Podcasts, Live-Übertragungen und mehr. Dies ermöglicht eine flexible und individuelle Nutzung je nach den Vorlieben und Interessen des Nutzers.
Es gibt sowohl kostenpflichtige als auch kostenlose Streamingportale. Die kostenpflichtigen Streamingdienste bieten oft eine werbefreie Erfahrung, eine größere Auswahl an Inhalten, eine höhere Qualität der Übertragung und zusätzliche Funktionen wie Offline-Downloads. Auf der anderen Seite bieten kostenlose Streamingportale in der Regel eine begrenztere Auswahl an Inhalten und finanzieren sich durch Werbung oder andere Geschäftsmodelle.
Es ist wichtig zu beachten, dass die Verfügbarkeit von Inhalten auf Streamingportalen je nach Region variieren kann, da Lizenzvereinbarungen und Urheberrechtsbestimmungen unterschiedlich sind.

## Beispiele für Streamingportale
Webvideos/Livestreams:
- YouTube, Videoportal
- Twitch: Live-Streaming-Portal. Vorrangig zur Übertragung von Videospielen
- Dailymotion, Videoportal
- Vimeo, Videoportal
- TikTok
- Instagram

Filme, Serien, Fernsehen:
- Netflix: Onlinevideothek für Filme und Serien. US-amerikanisches Unternehmen: gegründet am 29. August 1997
- Disney+: Onlinevideothek von Disney. Entstanden im November 2019.
- Prime Video: Onlinevideothek des US-amerikanischen Unternehmens Amazon
- DAZN: Sportstreamingdienst
- iTunes Store: Handelsplattform des US-amerikanischen Unternehmens Apple für Musikvideos, Filme, Fernsehserien und E-Books.
- Sky Deutschland: Pay-TV-Angebot

Musik:
- Spotify: schwedischer Musikstreamingdienst; im Gegensatz zu den oben genannten kostenfrei nutzbar und über Werbeanzeigen finanziert (die wiederum durch ein bezahltes Abo umgangen werden können)
- Apple Music: Musikstreamingdienst von Apple
- Amazon Music: Musikstreamingdienst von Amazon